# Пандишпан
Пандишпанът е сладкарско изделие, приготвено единствено от яйца, брашно и захар. Използва се за направа на блатове за торти и други десерти. Пандишпановите блатове са много леки и въздушни, със структура, наподобяваща сюнгер (мек скелет на водна гъба). Характерното за този сладкиш е липсата на биологични или химически набухватели. Тестото набухва единствено от въздушните мехури, които се образуват при разбиването на яйцата.

## История
Пандишпаните, квасени с бити яйца, са с произход от Ренесанса, вероятно от Испания. Пандишпаните се превръщат в тортата, призната днес, когато в средата на XVIII век пекарите започват да използват бити яйца като възходящ агент. Викторианското създаване на бакпулвера от английския производител на храни Алфред Бърд през 1843 г. позволило добавянето на масло към традиционната рецепта за пандишпан, което води до създаването на пандишпан „Виктория“.
Класическият пандишпан се прави само с яйца, брашно и захар. Добавката на масло го превръща в „женоаз“ („Генуезки пандишпан“).

## Класическа рецепта
Нужните продукти са 3 бр. L яйца, 90 г захар и 90 г брашно. Съществуват различни варианти в пропорциите на основните съставки.
Класическият пандишпан не разчита на добавяне на бакпулвер, за да се надигне, а на въздуха, който се образува при разбиването на белтъците. Доброто разбиване на съставките го прави пухкав и лек, заради което англичаните го наричат „ангелска храна“ (на английски: angel food cake).
При някои кулинарни традиции се използват основно само белтъци. Готовата смес се изсипва в подходяща форма за печене върху хартия, поставена на дъното на формата. Пече се на 170 °C за около 20 мин.
Пандишпановият блат може да се сервира и само поръсен с пудра захар, или да се оформи на руло с пълнеж от крем, плодове, сладко.

## Техники на приготвяне

### На водна баня и с ръчен миксер
Яйцата със стайна температура се поставят в огнеупорна купа, добавя се захарта и се поставят на водна баня, без купата да докосва горещата вода. В началото на средна скорост се разбиват яйцата със захарта, като постепенно се увеличава скоростта и се разбиват за около 10 мин. Разбива се докато сместа стане гъста, и когато се повдигнат бъркалките на миксера, тя трябва да пада в купата като панделка, на тежки ленти, които запазват формата си. Купата се сваля от водната баня и разбиването продължава за още около 2 мин, за да се охлади. Брашното се прибавя над купата през цедка и се разбърква с шпатула, като се загребва от дъното и сместа се издига нагоре и се обръща. Това продължава няколко пъти внимателно, за да не спаднат разбитите яйца и да може да влиза повече въздух в сместа, докато се усвои брашното.

### В стационарен миксер
Яйцата се разделят на жълтъци и белтъци в две отделни купи. Към жълтъците се прибавя захарта и се разбива на средно висока скорост до плътен тежък крем в настолен миксер. След като се повдигнат бъркалките сместа трябва да пада тежко, като образува ленти, които запазват формата си. Белтъците се разбиват на твърд сняг.
Брашното се смесва първо при жълтъците, а сместа се прибавя на порции при белтъците.

## Видове

### Торта „Шифон“
Тортата „Шифон“ (Chiffon cake) е лека и влажна торта, приготвена с растително масло. Подобна е на кейка „Ангелска храна“ и често се сервира с грейпфрут в Браун Дерби в Холивуд през 30-те години на миналия век. Името идва от приликата с фината материя шифон.

### Кекс „Ангелска храна“
Кексът „Ангелска храна“ е американска торта от XIX век, която не съдържа яйчени жълтъци или масло. Тортата се подквасва, като се използват само яйчен белтък и бакпулвер. Тази рецепта може да се проследи в американските готварски книги от 18 век. Деликатната торта се пече в несмазан тиган и се охлажда преобърната.

### Генуезки пандишпан
Генуезкият пандишпан („женоаз“) произлиза от pan de spagna (буквално „испанският хляб“). Добавянето на масло от френските сладкари създало текстура на торта, която повече прилича на паунд кейк (Pound cake), отколкото традиционната пандишпанена торта. Разработени са техники за опростяване на тортата, включително биене на яйцата под въздействието на топлина или разбиване на жълтъците и белтъците поотделно.

## Галерия
- Кейк Пандан – пандишпан с произход от Югоизточна Азия
- Торта Трес Лечес – пандишпан, напоен с три вида мляко: изпарено мляко, кондензирано мляко и тежка сметана
- Кейк Батънбърг – пандишпан, покрит с марципан, чийто напречния разрез разкрива отличителния шаблон редуващи се в розово и жълто квадратчета
- Резен пандишпан има текстура подобна на гъба, откъдето идва английското название „гъбена торта“ (Sponge cake)